# Red Star Line
La Red Star Line è stata una compagnia navale britannica fondata nel 1871 da Clement Griscom.
I porti principali della compagnia si trovano a Anversa in Belgio, a Liverpool e a Southampton nel Regno Unito, a New York e a Filadelfia negli Stati Uniti d'America.
La compagnia fu fondata nel 1871 da Clement Griscom ed entrò a far parte della International Mercantile Marine Co. che raggruppò varie compagnie navali. Riuscita a sopravvivere alla crisi della IMM nel 1915, nel 1930 si fuse con la Arnold Bernstein Line.

## Lista delle navi
Su ogni nave venne issata l'insegna della Red Star Line, una bandiera bianca con all'interno una stella a cinque punte rossa. Le navi furono:
- Abbotsford
- Adria
- Arabic
- Belgenland (1878)
- Belgenland (1914)
- Berlin
- Cambroman
- Conemaugh
- Finland
- Friesland
- Gothland
- Kroonland
- Lapland
- Pennland
- Rhynland
- Ruslands
- Vaderland (1872)
- Vaderland (1900)
- Westernland
- Zeeland (1865)
- Zeeland (1901)

## Nella cultura di massa
La Red Star Line appare nel film Il padrino - Parte II del 1974 quando il giovane Vito Corleone arriva a New York. Il suo badge identificativo proviene dalla compagnia della Red Star Lines.